# Alcotán-100
Alcotán-100 (z hiszp. „sokół”) – hiszpański granatnik przeciwpancerny zaprojektowany w firmie Instalaza.
Pod koniec lat 80. armia hiszpańska złożyła zamówienie na granatnik przeciwpancerny który przy kalibrze 100 mm miałby przebijalność zapewniającą zniszczenie dowolnego współczesnego czołgu podstawowego. Wymagano także wysokiego prawdopodobieństwa trafienia z odległości do 600 m. Wymagany zasięg sprawił, że granatnik musiał być wyposażony w precyzyjne przyrządy celownicze. Sprawiło to że nie mógł być on, jak wcześniejszy C-90, granatnikiem jednorazowym. Ostatecznie zdecydowano się na opracowania granatnika dwuczęściowego, składającego się z rury-wyrzutni do której dołączany jest moduł kierowania ogniem wielokrotnego użytku.
Alcotán-100 posiada bezodrzutowo-rakietowy układ miotający z masą przeciwbieżną pozwalający na strzelanie z broni z zamkniętych pomieszczeń. Wyrzutnia wyposażona jest w celownik dzienno-nocny, dalmierz laserowy, elektryczny mechanizm odpalający, czujnik temperatury powietrza i elektroniczny system kierowania ogniem. Z granatnika można wystrzeliwać pociski z tandemową głowicą przeciwpancerną, z tandemową głowicą EFP, odłamkową oraz burzącą do zwalczania fortyfikacji. Granatnik wyposażony jest w układ automatycznie informujący system kierowania ogniem o rodzaju pocisku w przyłączonym zasobniku.
Projekt granatnika był gotowy w grudniu 1989 roku. Przez następne pięć lat trwały próby granatnika. Produkcja broni dla armii hiszpańskiej, będącej jedynym użytkownikiem granatnika zakończyła się w 2007 roku.